# DARPA Robotics Challenge

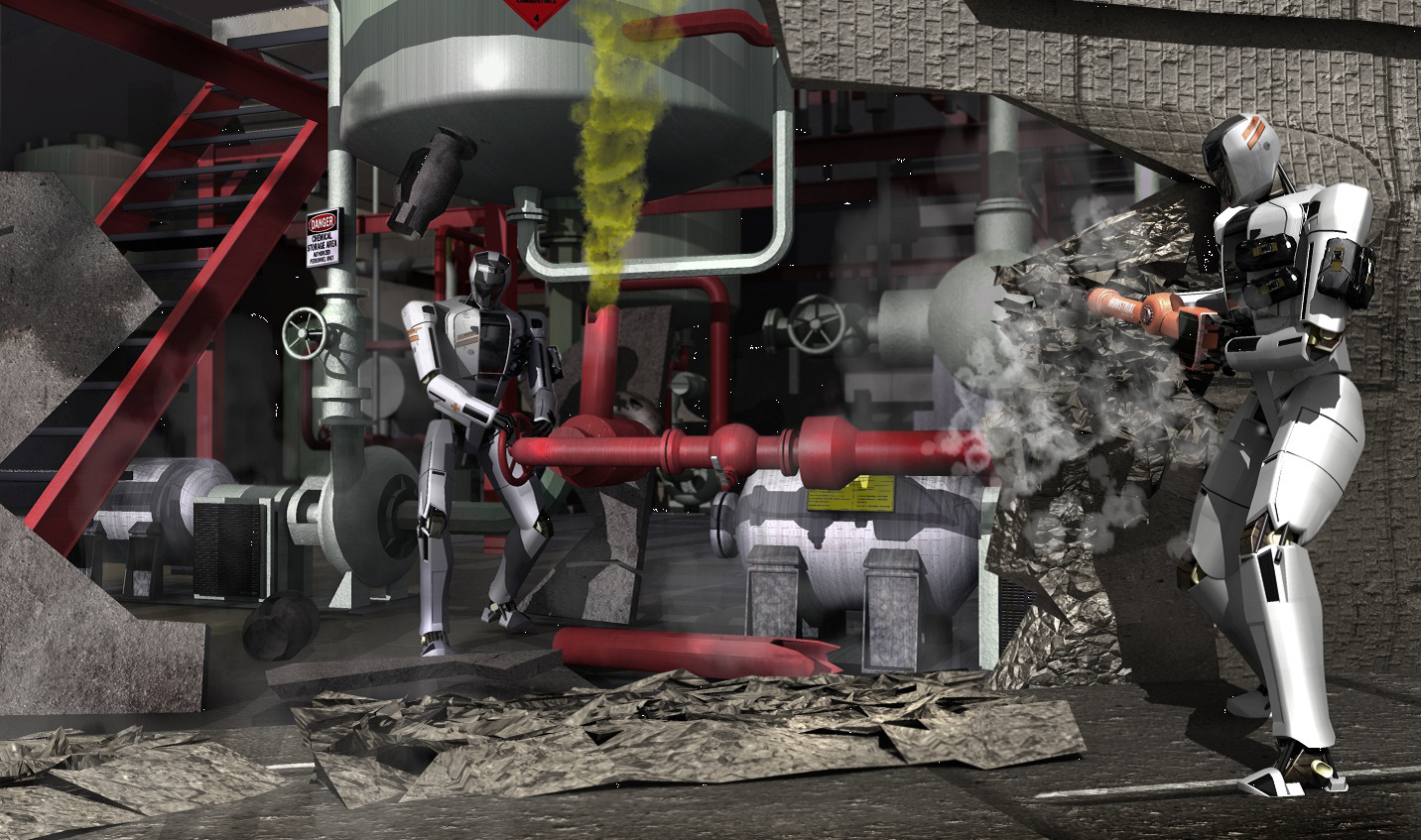
Illustration eines Beispielszenarios

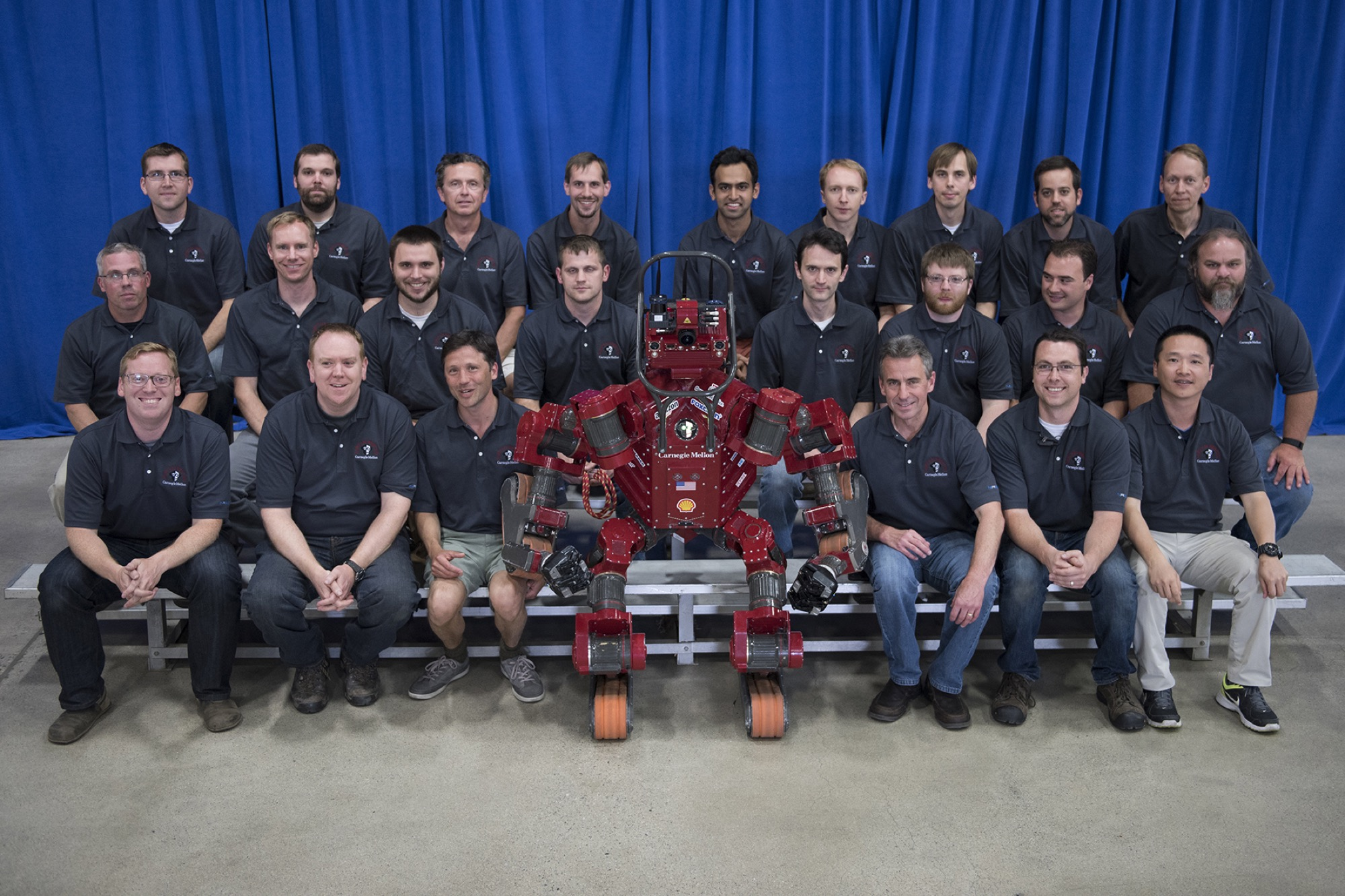
Platz 3 im Juni 2015 für das Team Tartan Rescue mit dem Roboter CHIMP (CMU highly intelligent mobile platform)

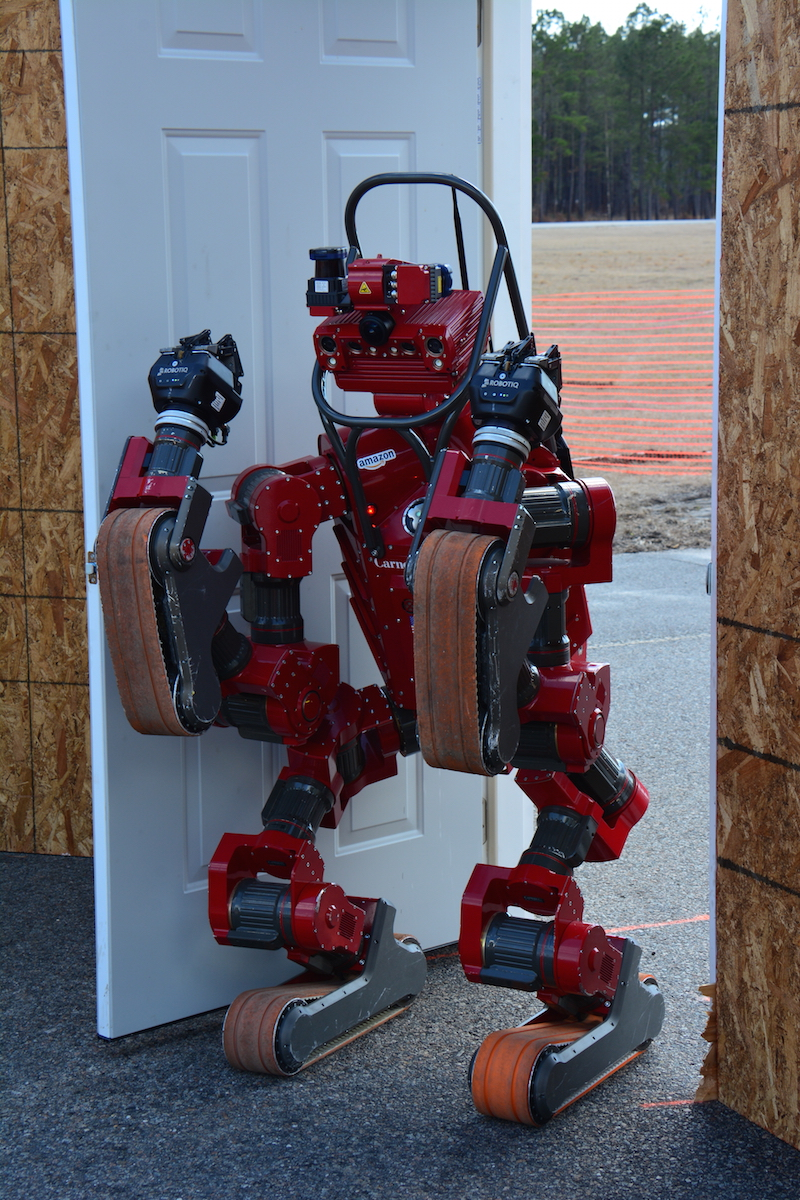
Der Roboter CHIMP (2015)

Die DARPA Robotics Challenge (DRC) war ein von der DARPA ausgerichteter internationalen Robotikwettbewerb zur Förderung und Entwicklung von Technologien, die bei Rettungseinsätzen genutzt werden können. Er fand von 2012 bis 2015 in den USA statt. Er folgte den DARPA-Grand-Challenge-Wettbewerben und erforderte semi-autonome Roboter, die „komplexe Aufgaben in gefährlichen, zerstörten, mensch-gemachten Umgebungen“ erfüllen können. Die DARPA Robotics Challenge war insgesamt mit über 30 Millionen US-Dollar (23 Millionen Euro) ausgestattet.
Die DRC bestand aus drei Wettbewerben:
- eine simulierte Virtual Robotics Challenge (VRC, die im Juni 2013 stattfand)
- die Testläufe DRC Trials im Dezember 2013
- das Finale im Juni 2015

An den DRC Trials im Dezember 2013 nahmen 16 Teams teil, von denen das Team des von Google gekauften japanischen Robotikunternehmens SCHAFT gewann.
Am Finale im Juni 2015 nahmen 25 internationale Teams teil, von denen das Team des Korea Advanced Institute of Science and Technology mit dem humanoiden Roboter Hubo gewann.